# Mike Quigley
Pour les articles homonymes, voir Quigley.
Mike Quigley était un important cadre d'Alcatel puis d'Alcatel-Lucent, avant de devenir PDG de l'opérateur australien NBN Co.

## Biographie
Mike Quigley est diplômé de l'université de Nouvelle-Galles du Sud (Australie) avec une licence en physique et mathématiques, ainsi qu'en électrotechnique. Né en 1953 dans le Kent en Angleterre, mal éduqué, il a rejoint l'Australie avec sa famille à l'âge de douze ans. 
Il a commencé sa carrière en 1971 à ITT Australie. Il reste jusqu'en 1981, dans un poste de R&D. Dans les années 1980, il occupe des positions dans le domaine de la fabrication et de la qualité, puis occupe des rôles dans le marketing et les ventes. 
Pendant cette période, il a été impliqué dans chaque secteur des produits d'Alcatel. En 1996, il est nommé directeur général responsable de toutes les activités d'Alcatel de l'Australie et de la Nouvelle-Zélande. 
En 1999, il se déplace à Dallas aux États-Unis pour rejoindre Alcatel États-Unis.  
Plus tard, il est nommé directeur général d'Alcatel États-Unis, puis président d'Alcatel Amérique du Nord, où il rejoint le comité de direction. 
En 2003, il est nommé président des activités communications fixes du groupe. En 2005, il remplace Philippe Germond dans ses fonctions de directeur général adjoint d’Alcatel et d’administration.
En décembre 2006, lors de la fusion d'Alcatel-Lucent, il est nommé directeur de la science, des technologies et de la stratégie du nouveau groupe. En août 2007, il démissionne et retourne en Australie pour suivre d'autres projets, qualifiés de « personnels. »
En juillet 2009, il devient président directeur général de l'opérateur australien National Broadband Network Corporation (NBN Co) puis comme convenu lors de sa nomination directeur général seulement.
Deux cancers ont été pour lui des épreuves lourdes qui ont probablement influencé sa carrière chez Alcatel puis Alcatel-Lucent.
En 2015, Quigley, en tant qu'ancien PDG de NBN Co, a attaqué publiquement le NBN et le MTM, notant les éruptions de coûts et les retards qui, selon lui, étaient la faute des modifications apportées par le gouvernement de coalition au plan de déploiement,,,.